# دانفرملاين (إلينوي)
دانفرملاين (بالإنجليزية: Dunfermline)‏ هي منطقة سكنية تقع في الولايات المتحدة في إلينوي.